# SN 2007be
SN 2007be – supernowa typu II odkryta 7 kwietnia 2007 roku w galaktyce UGC 7800. W momencie odkrycia miała maksymalną jasność 16,80m.